# The Anthem (Darin)
The Anthem è il primo album in studio del cantante svedese Darin, pubblicato nel 2005.

## Tracce
1. Give It to Me – 3:44
2. Money for Nothing – 3:07
3. I Can See U Girl – 3:00
4. Why Does It Rain – 4:00
5. Encore, Otra Vez, 1 More Time – 3:27
6. The Anthem – 3:01
7. What Is Love – 2:41
8. The Way I Am – 3:35
9. One True Flame – 4:15
10. Stand by Me – 3:11
11. What You're Made Of – 3:05
12. Coming True (Bonus Track) – 3:40

## Classifiche
| Classifica | Posizione |
| ---------- | --------- |
| Svezia     | 1         |